# Étienne Le Sassier Boisauné
Étienne Le Sassier Boisauné, né le 11 mars 1888 à Falaise (Calvados) et mort le 14 mars 1983 à Rabodanges (Orne), est un homme politique français.

## Biographie
Issu d'une famille de notable ruraux, Étienne Le Sassier Boisauné suit des études secondaires qu'il achève avec le baccalauréat, avant de s'installer comme agriculteur et éleveur.
Officier de réserve, il est mobilisé au début de la première guerre mondiale. Blessé au combat, son attitude pendant la guerre lui vaut de nombreuses distinctions et décorations, dont la légion d'honneur, la croix de guerre, la Military Cross (États-Unis), la Croix de guerre grecque et la Croix du souvenir Yougoslave.
De retour à la vie civile, il reprend son activité agricole, et devient président du syndicat des comices agricoles cantonaux, et administrateur de la coopérative agricole de l'Orne.
Élu conseiller municipal de Rabodanges au printemps 1925, il devient maire de cette commune en décembre de cette même année. Quatre ans plus tard, il est élu conseiller d'arrondissement, puis, en 1931, conseiller général de l'Orne, dans le canton de Putanges.
De nouveau mobilisé pendant la seconde guerre mondiale, il participe aux combats, puis retourne à la vie civile après l'armistice.
Élu député en juin 1946, il siège au sein du groupe des Républicains indépendants. Il est réélu en novembre de cette même année, mais décide de briguer, le mois suivant, un mandat de sénateur. Élu au Conseil de la République, où il rejoint le groupe des Indépendants et Paysans.
Il est à plusieurs reprises rapporteur de loi relatives au monde agricole.
Battu aux sénatoriales de 1948, il retrouve cependant son siège en 1952, et est ensuite constamment réélu jusqu'en 1965.
Parlementaire actif, il s'intéresse aussi à la question des transports et rapporte en 1954 le projet de loi sur la signalisation routière.
En 1958, il soutient le retour de Charles de Gaulle au pouvoir, et est réélu au sein de la Haute Assemblée, qui reprend son nom de Sénat, puis réélu en avril 1959. 
En novembre 1961, il prend la défense des filles du Général Paul Vanuxem qui se sont vu refuser l'entrée à la maison d'éducation de la Légion d'honneur du fait de l'engagement de leur père au sein de l'Organisation de l'Armée Secrète, qui lui avait valu d'être limogé en novembre 1958. Il estime que celles-ci ne sont en rien responsable des égarements politiques de leur père.
Sa carrière politique s'achève cependant au milieu des années 1960. Battu aux cantonales de 1964, il décide, l'année suivante, de ne pas se représenter aux sénatoriales, mettant en avant son âge avancé, puisqu'il a alors soixante-dix-sept ans.

## Détail des fonctions et des mandats
Mandat parlementaire
- 1946 : Député de l'Orne
- 1946 à 1948 et 1948 à 1965 : Sénateur de l'Orne